# Asura clara
Asura clara là một loài bướm đêm thuộc phân họ Arctiinae, họ Erebidae.